# Игуманија Евгенија (Симоновић)
Евгенија Симоновић (Велика Сугубина код Крагујевца, 3. мај 1950) монахиња је Српске православне цркве и схи-игуманија Манастира Ралетинца.

## Биографија
Схи-игуманија Евгенија (Симоновић) рођена је 3. маја 1950. године у селу Велика Сугубина код Крагујевца, од побожних родитеља који се се замонашили. Њен деда Вукашин у монаштву Николај је био духовник Манастира Драче.
Свој монашки пут започиње 4. децембра 1962. године када долази у Манастир Ралетинац код Великих Пчелица, као искушеница код тадашње игуманије мати Харитине (Мидић). Монашки постриг је примила 1965. године у Манастиру Ралетинцу, од стране епископа шумадијскога господина Валеријана (Стефановића). Приликом монашења је добила монашко име Евгенија.
Након упокојења старешине манастира игуманије Харитине (Мидић), 10. октобра 2005. године а одлуком епископа шумадијскога господина Јована (Младеновића), и сестринства постављена је за старешину Манастира Ралетинца. Велику схиму примила је 2011. године у Манастиру Ралетинцу, од стране епископа шумадијскога господина Јована.